# Templo de Cibeles (Palatino)

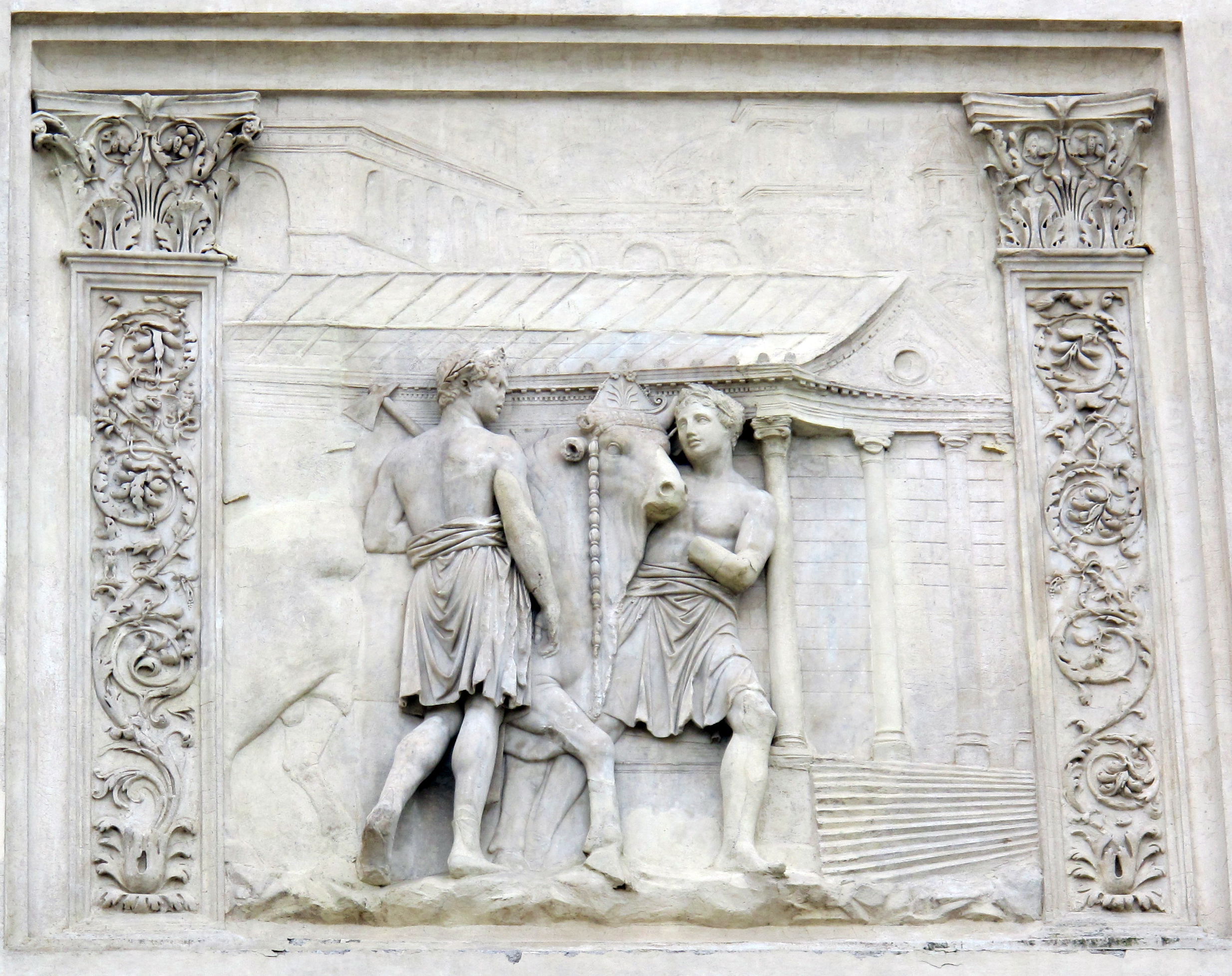
Templo de Magna Mater en un relieve actual en la Villa Medici, Roma

El templo de Cibeles o templo de Magna Mater fue un templo del monte Palatino en Roma, el principal dedicado en la ciudad a Cibeles o Magna Mater.

## Historia
Fue erigido después de que una embajada romana trajese de vuelta su imagen desde Pesinunte, Asia Menor, en el 204 a. C. Fue dedicado el 11 de abril de 191 a. C. por el pretor Marco Junio Bruto, ocasión para la cual se instituyeron los Ludi Megalenses, que se celebraban entre el 4 y el 10 de abril frente al templo.
Se incendió el 111 a. C., aunque la estatua de Quinta Cloelia de su interior resultó ilesa. Un Metelo, probablemente el cónsul de 110 a. C., lo restauró, pero ardió de nuevo y fue restaurado por Augusto en el 3 d. C. Se conservó intacto desde entonces hasta el siglo IV. Se menciona expresamente como lugar de citas románticas por Juvenal, durante los sucesos del 38 a. C., y el siglo III.
La aguja o imagen de piedra guardada en él es descrita por un autor posterior como pequeña y ubicada dentro de una estatua de plata de la diosa. Fue quizá trasladada por Heliogábalo a su templo del Palatino.
En la cima de las escaleras de Caco (Scalae Caci), en la esquina oeste del Palatino, están las ruinas de un antiguo templo cerca de las que cuales se han hallado inscripciones relacionadas con la Magna Mater, una parte de una colosal estatua femenina sentada en un trono y un fragmento de una base con garras de leones, los guardas habituales de la diosa. Estas ruinas consisten en un enorme podio hecho de trozos irregulares de tosca y peperino colocados con mortero grueso, y fragmentos de columnas y entablamento. Los muros del podio tienen 3,84 m de grosor (los de la cella son algo menos gruesos) en los lados y 5,50 en el fondo, pero este grosor inusual se debe a que el muro del fono es doble, con un espacio de 1,80 m entre las dos partes. Este muro daba al exterior con estuco, no con opus quadratum. La longitud total del templo era de 33,18 m y su ancho, de 17,10. Era un próstilo hexástilo, de orden corintio, y se accedía a él por un tramo de escaleras que se extendía a todo el ancho del frontal. Desde la pared trasera la cella proyecta la base de un pedestal sobre la que probablemente estuviese la aguja de piedra. El mortero del podio pertenece a la época de Augusto, y dado que los fragmentos arquitectónicos conservados son de peperino, es evidente que la restauración de ese periodo fue realizada a partir del material de la estructura original. El carácter de estos restos y las inscripciones y objetos hallados en el lugar hacen extremadamente probable, por no decir más, que se trate del templo de Cibeles, una identificación fuertemente apoyada por la evidencia de una moneda de Faustina la Mayor. Dicha moneda representa un templo de orden corintio, con tejado curvo y un tramo de escalones en el que está la estatua de Cibeles con una corona amurallada sentada en el trono entre leones. El templo también está representado en un relieve de la Villa Médici, antes atribuido al Ara Pacis.
Actualmente se acepta que la estatua sentada de una diosa expuesta en el Museo Palatino es de Cibeles y puede proceder del complejo del templo.